# From Dust
From Dust é um jogo do estilo "sandbox" (mundo aberto) desenhado por Eric Chahi. Foi anunciado na E3 2010 com o título de Project Dust, tendo recebido mais tarde o seu nome definitivo. Foi lançado exclusivamente através de distribuidores digitais: PSN, XBLA e Steam (para  Microsoft Windows). Foi lançado em 17 de julho de 2011 para Xbox 360 e posteriormente para PC e Playstation 3.
From Dust coloca o jogador numa perspectiva semelhante a Deus, com o objectivo de dominar as forças naturais em jogo num arquipélago misterioso e proteger os seus habitantes, utilizando ferramentas poderosas que permitem que o jogador possa manipular a areia, lava, água e vegetação à sua vontade. O jogador também pode combater diversas catástrofes naturais ganhando novos poderes ao fazer isso.